# Světový pohár v biatlonu 2022/2023 – Anterselva
6. podnik Světového poháru v biatlonu v sezóně 2022/2023 probíhal od 19. do 22. ledna 2023 v italské Anterselvě. Na programu podniku byly závody ve sprintech, stíhací závody a štafety žen a mužů.
V Anterselvě se jezdí světový pohár v biatlonu každý rok. Naposledy se zde závodilo v lednu 2022.

## Program závodů
Oficiální program:
| Datum     | Disciplína           | Začátek (SEČ) | Počet závodníků |
| --------- | -------------------- | ------------- | --------------- |
| 19. ledna | Sprint (ženy)        | 14:30         | 96              |
| 20. ledna | Sprint (muži)        | 14:30         | 98              |
| 21. ledna | Stíhací závod (ženy) | 13:00         | 55              |
| 21. ledna | Stíhací závod (muži) | 15:00         | 57              |
| 22. ledna | Štafeta (ženy)       | 11:45         | 19              |
| 22. ledna | Štafeta (muži)       | 14:30         | 21              |

## Průběh závodů

### Sprinty
V závodě žen se nejdříve dostala do čela Švédka Elvira Öbergová, která střílela čistě, ale po nemoci běžela pomaleji. Po ní startovala Italka Dorothea Wiererová, která také střílela bezchybně, ale oproti Švédce byla rychlejší a dostala se na průběžně první místo v cíli. Další favoritky včetně vedoucí závodnice světového poháru Julie Simonové střílely s chybami a skončily až za nimi. V druhé polovině startovního pole však jela další Francouzka Chloé Chevalierová, která k čistě střelbě přidala i rychlý běh. Do posledního kola vyjížděla jako první šest vteřin na Wiererovou. Zpočátku náskok ještě zvýšila, ale pak zpomalila a do cíle dojela druhá těsně za Italkou. Získala tím svoje první umístění na stupních vítězů v kariéře (dosud byla nejlépe několikrát osmá). Wiererová triumfovala ve světovém poháru po čtrnácté a popáté v domácím prostředí. Nejlepší individuální výsledek po návratu zaznamenala Norka Marte Olsbuová Røiselandová, která obsadila páté místo. Jako pátá dojela Slovinka Anamarija Lampičová s nejrychlejším během a dvěma omyly na střelnici.

České reprezentantky střelecky chybovaly: nejlépe z nich dojela Markéta Davidová s dvěma nezasaženými terči na 16. místě. Tereza Voborníková, Lucie Charvátová a Jessica Jislová udělaly tři, čtyři, resp. dvě chyby a skončily v cíli na 56., 58. a 59. pozici. Do stíhacího závodu nepostoupila jen Eliška Václavíková, která se třemi chybami dojela na 75. místě.
Ve sprintu mužů zvítězil jako ve všech předcházejících sprintech této sezóny Nor Johannes Thingnes Bø. I průběh závodu byl podobný: Bø běžel opět nejrychleji ze všech, což mu přes jednu chybu při střelbě vstoje zajistilo první místo v cíli. Brzy po něm dokončil závod jeho krajan Sturla Holm Laegreid, který střílel čistě, ale běžel téměř o minutu pomaleji než Bø. Pak startoval Švéd Martin Ponsiluoma, který střílel s jednou chybou. Rychlou jízdou předstihl v cíli o šest vteřin Laegreida a skončil druhý.

Českým biatlonistům se – stejně jako ve čtvrtečním sprintu biatlonistkám – nedařila střelba: nejlépe se umístil Michal Krčmář, který rychle běžel, ale pomalu střílel, což se dvěma střeleckými chybami stačilo na 18. místo. Se čtyřmi omyly na střelnici se probojoval do stíhacího závodu ještě Adam Václavík z 51. pozice. V závodě startovali ještě Jakub Štvrtecký, Tomáš Mikyska a Vítězslav Hornig, kteří dojeli na 72., 76. a 93. místě.

### Stíhací závody
V závodě žen se po druhé střelbě dostala s náskokem do čela Italka Dorothea Wiererová, která jako jediná z vedoucí šestice nechybovala. Při třetí střelbě však nezasáhla jeden terč; předstihla ji těsně Norka Marte Olsbuová Røiselandová a dojížděla ji Němka Denise Herrmannová-Wicková. Tyto tři biatlonistky přijely spolu na poslední střelbu.  Hermannová zde udělala jednu chybu, ale obě její soupeřky po dvou, a tak Němka vyjížděla do posledního kola sedm vteřin před Italkou Lisou Vittozziovou, která zastřílela obě položky čistě, a s větším odstupem před třetí Švédkou Elvirou Öbergovou. V posledním kole ještě dokázala Herrmannová zrychlit, a tak se už pořadí v cíli nezměnilo.

Z českých reprezentantek se závodu nezúčastnila Jessica Jislová, která měla problémy se žebry a pouze trénovala. Markéta Davidová startovala z 16. místa. Zastřílela – oproti několika předcházejícím závodům – obě položky vleže čistě, na trati předjela několik soupeřek a na třetí střelbu přijížděla šestá. Zde jednou chybovala a klesla o jednu pozici. I při poslední střelbě nezasáhla jeden terč a do posledního kola odjížděla stále sedmá. V něm předjela Wiererovou, přibližovala se k Røiselandové, kterou však už nedostihla a dojela šestá.  Tereza Voborníková nezasáhla celkem čtyři terče a dojela na 42. pozici. Lucie Charvátová udělala ještě o tři střelecké chyby více a v cíli skončila na 49. místě.
Stíhací závod mužů měl opět jednoznačný průběh. Nor Johannes Thingnes Bø vleže nechyboval a získal více než minutový náskok. Vstoje sice nezasáhl celkem dva terče, ale stále vedl a dojel si pro zlatou medaili. Jeho krajan Sturla Holm Laegreid předjel po druhé střelbě Švéda Martina Ponsiluomu, a protože střílel všechny položky bezchybně, dojel si před Švédem pro druhé místo.

Michal Krčmář udělal při prvních třech střelbách celkem jednu chybu a postoupil na 14. místo. Při poslední položce však nezasáhl dva terče a klesl na 17. pozici, kterou do cíle udržel. Adam Václavík zpočátku střílel s dvěma chybami a běžel rychle. Při první střelbě vstoje však nezasáhl tři terče a s celkem šesti chybami dojel na 46. místě.

### Štafety
Závod žen měl – aspoň z hlediska vítězek – jednoznačný průběh. Po druhé střelbě se do čela dostala francouzská štafeta, která svůj náskok především díky dobré střelbě (z 40 střel minuly jejich biatlonistky jen dva terče) zvyšovala a do cíle dojela s více než minutovým náskokem. O druhém místě se rozhodlo při šesté střelbě, kam společně přijížděly Švédsko, Německo, Itálie a Rakousko. Z nich odstřílela nejlépe Švédka Hanna Öbergová, která získala čtvrtminutový náskok před Německem. 

Česká štafeta startovala ve stejném pořadí i složení jako při dvou minulých štafetách. Tereza Voborníková střílela čistě, ale běžela pomaleji a předávala na osmém místě se ztrátou necelé půl minuty na čelo závodu.  Jessica Jislová udělala jen chybu, ale jela také pomalu a navýšila ztrátu o téměř minutu. Markéta Davidová pak na trati předjela několik soupeřek, ale při každé střelbě nezasáhla tři terče. Postoupila na sedmé místo. Lucie Charvátová pak vleže udělala tři chyby a na poslední střelbu přijížděla sedmá. Vstoje však z osmi pokusů zasáhla jen tři terče, musela na dvě trestná kola a dojela desátá.  Pro českou štafetu to je nejhorší výsledek od 15. místa v Ruhpoldingu v roce 2022.
Také závod mužů měl od třetí střelby jednoznačný průběh. Při ní se dostal do čela Nor Tarjei Bø a získal malý náskok, který jeho kolegové ve štafetě zvýšili až na minutu v cíli. Za Nory jela francouzská štafeta, která se oddělila od německé na třetím úseku, když Benedikt Doll udělal tři chyby při střelbě vleže. Roman Rees sice po poslední střelbě německé štafety musel na trestné kolo, ale měl už více než minutový náskok před italským týmem, a tak třetí místo uhájil až do cíle.

Českou štafetu rozjížděl Michal Krčmář. Běžel velmi rychle a udržoval se kolem třetí pozice. Při střelbě vstoje musel sice dvakrát dobíjet, ale zabojoval a z devátého místa se propracoval na druhé místo na předávce. Tomáš Mikyska udělal při každé střelbě dvě chyby, ale po nemoci mu v posledním kole docházely síly a předával jako desátý. Adam Václavík udělal sice tři chyby na střelnici, ale běžel velmi rychle a zlepšil českou pozici o tři místa. Jakub Štvrtecký pak chyboval jen jednou vstoje a především díky lepší střelbě se přiblížil k šestému Švýcaru Jeremy Finellovi, kterého v polovině posledním kola předjel a dovezl českou štafetu na šestém místě.

## Umístění na stupních vítězů

### Muži
| Disciplína              | První místo                                                                          | Výkon                                                     | Druhé místo                                                                     | Výkon                                                     | Třetí místo                                               | Výkon                                                     |
| Sprint (10 km)          | Johannes Thingnes Bø                                                                 | 22:44,1 (1+0)                                             | Martin Ponsiluoma                                                               | 23:15,5 (1+0)                                             | Sturla Holm Laegreid                                      | 23:21,4 (0+0)                                             |
| Stíhací závod (12,5 km) | Johannes Thingnes Bø                                                                 | 31:24,4 (0+0+1+1)                                         | Sturla Holm Laegreid                                                            | 32:04,6 (0+0+0+0)                                         | Martin Ponsiluoma                                         | 32:26,5 (1+1+0+0)                                         |
| Štafeta (4×7,5 km)      | NorskoSturla Holm Laegreid Tarjei Bø Johannes Thingnes Bø Vetle Sjåstad Christiansen | 1:11:50,2 (0+4) (0+2) (0+0) (0+1) (0+1) (0+0) (0+2) (0+0) | FrancieAntonin Guigonnat Fabien Claude Émilien Jacquelin Quentin Fillon Maillet | 1:12:49,2 (0+1) (0+0) (0+1) (0+1) (0+0) (0+0) (0+1) (0+2) | NěmeckoDavid Zobel Johannes Kühn Benedikt Doll Roman Rees | 1:14:07,7 (0+1) (0+0) (0+1) (0+1) (0+3) (0+0) (0+2) (1+3) |

### Ženy
| Disciplína            | První místo                                                                              | Výkon                                         | Druhé místo                                                             | Výkon                                                     | Třetí místo                                                                             | Výkon                                                     |
| Sprint (7,5 km)       | Dorothea Wiererová                                                                       | 20:59,6 (0+0)                                 | Chloé Chevalierová                                                      | 21:02,4 (0+0)                                             | Elvira Öbergová                                                                         | 21:08,3 (0+0)                                             |
| Stíhací závod (10 km) | Denise Herrmannová-Wicková                                                               | 29:53,1 (0+1+0+1)                             | Lisa Vittozziová                                                        | 30:04,1 (0+0+0+0)                                         | Elvira Öbergová                                                                         | 30:10,3 (0+1+0+1)                                         |
| Štafeta (4×6 km)      | FrancieLou Jeanmonnotová Anaïs Chevalierová-Bouchetová Chloé Chevalierová Julia Simonová | 1:07:21,3 (0+0) (0+1) (0+1) (0+0) (0+0) (0+0) | ŠvédskoLinn Perssonová Anna Magnussonová Hanna Öbergová Elvira Öbergová | 1:08:06,5 (0+1) (0+0) (0+3) (0+0) (0+1) (0+0) (0+1) (0+3) | NěmeckoVanessa Voigtová Sophia Schneiderová Janina Hettichová-Walzová Hanna Kebingerová | 1:08:38,2 (0+0) (0+2) (0+1) (0+2) (0+1) (0+1) (0+2) (0+1) |

## Pořadí zemí
| Pořadí | Země    | 1. místo | 2. místo | 3. místo | Celkově |
| ------ | ------- | -------- | -------- | -------- | ------- |
| 1.     | Norsko  | 3        | 1        | 1        | 5       |
| 2.     | Itálie  | 1        | 1        | 0        | 2       |
| 3.     | Německo | 1        | 0        | 2        | 3       |
| 4.     | Švédsko | 0        | 2        | 3        | 5       |
| 5.     | Francie | 1        | 2        | 0        | 3       |
|        | Celkem  | 6        | 6        | 6        | 18      |